# Barbados világörökségi helyszínei
Barbados területéről eddig egy helyszín került fel a világörökségi listára, valamint két további helyszín a javaslati listán várakozik a felvételre.
| | Bridgetown és helyőrsége |
| Felvétel: 2011 |                          |
| Kulturális (II)(III)(IV) |                          |
| Hivatkozás: 1376, védett terület: 187 ha |                          |
| Bridgetown jó állapotban megmaradt 17. 18. és 19. századi épületeivel az angol gyarmati építészet egyik kiemelkedő példája. Egyike az angolok által legkorábban alapított és megerősített városoknak a Karib-tenger térségében. A kereskedelmi alapú terjeszkedés fókuszpontja volt, egyben kommunikációs és kulturális központ is. Itt rendezték be az angol haditengerészet kelet-karibi főhadiszállását, és innen igyekeztek képviselni az Atlanti-óceán térségében tevékenykedő angol kereskedők érdekeit. A kikötő forgalmának jelentős részét cukor és rabszolga kereskedelem tette ki. A történelmi óváros szerkezete a spanyol és holland gyarmatvárosokkal ellentétben nem szabályos, hanem középkori mintákat követ. A településre a téglaépítészet jellemző, ami hurrikánszezon idején is védelmet nyújtott. A kikötőt védő Szent Anna-helyőrség a legjelentősebb katonai építmény Anglia Atlanti-óceánon található gyarmatain. A kikötő raktárházai, dokkjai és a dokkokhoz tartozó épületei két évszázadon keresztül gyakorlatilag változatlanul maradtak, állagmegóvásukra 2011-ben több éves tervet dolgoztak ki. |                          |

## Elhelyezkedése
| Bridgetown |